# Juglans boliviana
Juglans boliviana là một loài thực vật có hoa trong họ Juglandaceae. Loài này được (C. DC.) Dode mô tả khoa học đầu tiên năm 1909.